# Terra e Paixão
Terra e Paixão là một bộ phim truyền hình thuộc thể loại telenovela của Brasil được tạo ra bởi Walcyr Carrasco. Bộ phim được trình chiếu trên TV Globo từ ngày 8 tháng 5 năm 2023 đến ngày 19 tháng 1 năm 2024. Phim có sự tham gia của dàn diễn viên Bárbara Reis, Cauã Reymond, Glória Pires, Tony Ramos, Paulo Lessa, Agatha Moreira và Johnny Massaro.

## Diễn viên
- Cauã Reymond vai Caio Meirelles La Selva
- Bárbara Reis vai Aline Barroso Machado
- Johnny Massaro vai Daniel La Selva
- Paulo Lessa vai Jonatas dos Santos
- Débora Falabella vai Lucinda do Carmo Amorim
- Agatha Moreira vai Graça Borghin Junqueira
- Tony Ramos vai Antônio La Selva
- Glória Pires vai Irene Pinheiro La Selva
- Eliane Giardini vai Agatha Santini La Selva
- Tatá Werneck vai Anely do Carmo / Rainha Delícia
- Rainer Cadete vai Luigi San Marco[3]
- Débora Ozório vai Petra La Selva
- Ângelo Antônio vai Raul Andrade Amorim (Andrade)
- Leandro Lima vai Delegado Marino Guerra
- Jonathan Azevedo vai Odilon Tavares
- Leona Cavalli vai Gladys Borghin Junqueira
- Cláudio Gabriel vai Tadeu Junqueira
- Thati Lopes vai Berenice Aureliana (Berê)
- Alexandra Richter vai Berenice Ferreira (Nice)
- Maicon Rodrigues vai Rodrigo[4]
- Charles Fricks vai Ademir La Selva
- Tatiana Tiburcio vai Jussara Barroso Machado
- Camilla Damião vai Menah dos Santos
- Flávio Bauraqui vai Gentil dos Santos
- Igor Angelkorte vai Dr. Henrique Sampaio
- Gil Coelho vai César Verdelho
- Suyane Moreira vai Iraê Guató
- Renata Gaspar vai Mara Mamberti
- Inez Viana vai Angelina Assunção
- Jeniffer Dias vai Victória Castro
- Kizi Vaz vai Nina[5]
- Valéria Barcellos vai Luana Shine
- Bruna Aiiso vai Dr. Laurita Corrêa
- Daniel Munduruku vai Xamã Jurecê Guató
- Mapu Huni Kui vai Raoni Guató[6]
- Lourinelson Vladimir vai Elias Mamberti[7]
- Amaury Lorenzo vai Ramiro Neves
- Diego Martins vai  Kelvin
- Tairone Vale vai Ruan Alves
- Natascha Stransky vai Silvia[8]
- Rafaela Cocal vai Yandara Guató[9]
- Márcio Tadeu vai Juvenal Mourão
- Natalia Dal Molin vai Graciara
- Letícia Laranja vai Flor da Conceição
- Paulo Roque vai Sidney
- Samir Murad vai Pablo Ozen
- Rafael Gualandi vai Enzo
- Edvana Carvalho vai Lúcia
- Merícia Cassiano vai Iná
- Ignácio Luz vai Fernando "Nando"
- Matheus Assis vai João Barroso Machado
- Felipe Melquiades vai Cristian Kuerton Andrade
- Maria Carolina Basilio vai Rosa
- Izabela Cardin vai Melina Gonzales
- Susana Vieira vai Cândida Rossini